# TV Setouchi
TV Setouchi Broadcasting Co., Ltd. (テレビせとうち株式会社?, Terebi Setouchi Kabushikigaisha) (TSC) è una rete televisiva giapponese.

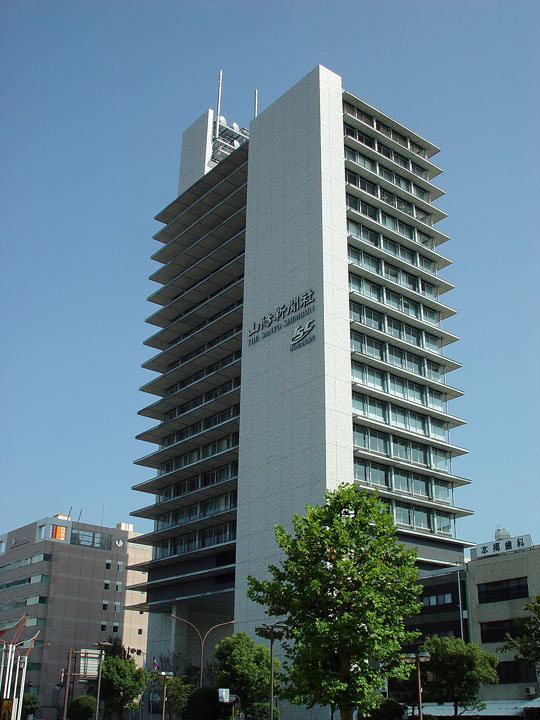
Sede della TSC

Appartiene al network TXN e trasmette nell'area delle prefetture di Okayama e Kagawa.